# Peteroma isocampta
Peteroma isocampta là một loài bướm đêm trong họ Noctuidae.